# Chór Mieszany „Ogniwo”
Chór „Ogniwo” – chór mieszany założony w 1913 roku w Katowicach.

## Charakterystyka
„Ogniwo” jest ok. 50 osobowym chórem amatorskim z siedzibą przy Filharmonii Śląskiej w Katowicach. Chór jest członkiem Śląskiego Związku Chórów i Orkiestr oraz Konfraterni Najstarszych Chórów i Orkiestr w województwie śląskim.

## Historia
Chór mieszany „Ogniwo” powstał 17 listopada 1913 roku. Przez lata swojej działalności zapisał się w kulturze Górnego Śląska jako zespół wykonujący największe dzieła polskiej i światowej muzyki klasycznej. Od chwili założenia aż do wybuchu II wojny światowej pielęgnował polską pieśń patriotyczną. W roku 1930 z inicjatywy Stefana Mariana Stoińskiego, ówczesnego dyrygenta chóru, oraz śpiewaków „Ogniwa” został odsłonięty pomnik Stanisława Moniuszki, pierwszy w Polsce pomnik wybudowany całkowicie ze składek chórzystów.
Artystyczną drogę chóru „Ogniwo” wytyczali od początku najwybitniejsi dyrygenci, często zawodowo związani z Filharmonią Śląską, czy Akademią Muzyczną w Katowicach. Osiągnięcia zespołu są rezultatem pracy wszystkich członków zespołu i dowodem kwalifikacji dyrygentów chóru, a także współpracy z orkiestrą symfoniczną Filharmonii Śląskiej.
W 2003 „Ogniwo” – z okazji jubileuszu 90-lecia – otrzymało certyfikat członka Konfraterni Najstarszych Chórów i Orkiestr Województwa Śląskiego.
W 2014 Chór został wyróżniony Nagrodą im. Wojciecha Korfantego.

## Repertuar
Repertuar zespołu obejmuje nie tylko pieśni patriotyczne i sakralne, stanowiące normalny program chórów amatorskich, ale także wielkie dzieła chóralne, oratoria, kantaty, msze, przekroje oper i operetek należące do najwybitniejszych pozycji polskiej i światowej literatury muzycznej.

## Odznaczenia i nagrody (wybrane)
- Złoty Krzyż Zasługi w 1963;
- brązowa, srebrna i złota Odznaka Zjednoczenia Polskich Zespołów Śpiewaczych i Instrumentalnych;
- Złota Honorowa Odznaka z Laurem, dwukrotnie: 1973 i 1983;
- Odznaki: Zasłużonemu w Rozwoju Województwa katowickiego – srebrna w 1973, złota w 1978, Wielka Złota Odznaka w 1983;
- Nagroda Wojewódzka za wybitną działalność artystyczną, popularyzatorską i społeczną w 60-letniej służbie dla rozwoju polskiej sztuki, 1974;
- Medal im. Jana Fojcika za zasługi dla ruchu muzycznego w 1983;
- Medal Miasta Katowic w 1983;
- Medal im. Pawła Dubiela, za zasługi w upowszechnianiu idei demokratycznych, w 1984;
- Laur 75-lecia Związku Śląskich Kół Śpiewaczych, Katowice 1985;
- Śląska Nagroda im. Juliusza Ligonia przyznana przez stowarzyszenie PAX, Oddział Wojewódzki w Katowicach w 1988;
- Złota Honorowa Odznaka z Wieńcem Laurowym w 1988;
- Nagroda Główna „Złocisty Żagiel” i nagroda specjalna za najlepszą interpretację utworu Józefa Świdra Pokochałem Ciebie na V Festiwalu Pieśni o Morzu w Wejherowie;
- Brązowe Pasmo w Ogólnopolskich Dniach „Chóralnej Muzyki Sakralnej” w Bytomiu, 2000;
- Brązowy Medal „Zasłużony Kulturze Gloria Artis”, 2013[2]
- Nagroda im. Wojciecha Korfantego, 2014[1]